# TV-året 2018

## Händelser
- 3 februari–10 mars – Melodifestivalen.[1]

## TV-program
- 1 januari – Seriestart i SVT för den fjärde och sista säsongen av Bron.
- 17 februari – Seriestart i SVT för den fjärde säsongen av den brittiska kriminalserien Shetland.

## TV-seriestarter
- 29 januari – Premiär för den brittiska miniserien Fallande legend i SVT med Robbie Coltrane, Julie Walters, Tim McInnerny och Andrea Riseborough.
- 9 mars – Premiär för det svenska satirprogrammet Svenska nyheter med Jesper Rönndahl.
- 17 september - Premiär för Rise of the Teenage Mutant Ninja Turtles i Nickelodeon, efter smygtitt den 20 juli.[2][3]

## Avlidna
- 4 januari – Johannes Brost, 71, svensk skådespelare (Stjärnhuset, Gäster med gester, Rederiet).[4]
- 5 januari – Christoffer Barnekow, 77, svensk journalist, regissör, författare och programledare (Sommarnattens skeende, Bildjournalen).[5]
- 18 januari – Wallis Grahn, 72, svensk skådespelare (Rederiet, Eva & Adam).[6][7]
- 18 januari – Lasse Sarri, 81, svensk skådespelare, manusförfattare och regissör (Farlig kurs, Pojken som lånade ut sin röst, Rädda Joppe - död eller levande, Peta näsan).[8]
- 21 januari – Jens Okking, 78, dansk skådespelare (Göingehövdingen, Riket, Riket II) och politiker.[9]
- 2 februari – Ole Thestrup, 69, dansk skådespelare (Borgen, Badhotellet).[10]
- 4 februari – John Mahoney, 77, brittisk-amerikansk skådespelare (Frasier).[11]
- 21 februari – Emma Chambers, 53, brittisk skådespelare (Ett herrans liv).[12]
- 25 februari – Leif Liljeroth, 93, svensk skådespelare (Kullamannen, Hassel-filmerna).[13]
- 1 mars – Colin Campbell, 81, brittisk skådespelare (Familjen Ashton).[14]
- 3 mars – David Ogden Stiers, 75, amerikansk skådespelare (M*A*S*H, Dead zone).[15]
- 20 mars – Ann-Charlotte Alverfors, 71, svensk författare (Sparvöga).[16]
- 1 april – Steven Bochco, 74, amerikansk manusförfattare och producent (Spanarna på Hill Street, Lagens änglar, Dr Howser, På spaning i New York).[17]
- 26 april – Lennart Jelbe, 78, svensk TV-producent.[18]
- 27 juli – Bernard Hepton, 92, brittisk skådespelare (Jag, Claudius, Hemliga armén).[19]
- 30 juli – Lars-Yngve Johansson, 77, svensk antikhandlare och smyckesexpert (Antikrundan).[20]
- 8 augusti – Brynolf Wendt, 92, svensk åklagare, politiker, programledare och kommentator (Efterlyst).[21]
- 31 augusti – Anita Lindman, 86, svensk programpresentatör, programledare och producent  (Anita och Televinken).[22]
- 18 oktober – Åke Ortmark, 89, svensk journalist, författare och programledare (De tre O:na).[23]
- 1 november – Ken Swofford, 85, amerikansk skådespelare (Ellery Queen, Fame).[24]
- 13 november – Katherine MacGregor, 93, amerikansk skådespelare (Lilla huset på prärien).[25]
- 15 november – John Bluthal, 89, polskfödd brittisk-australisk skådespelare (Ett herrans liv).[26]
- 28 november – Åke Arenhill, 98, svensk allkonstnär och programledare (Tro’t om ni vill).[27]
- 19 december – Alf Nilsson, 88, svensk skådespelare (Hem till byn, Polisen i Strömstad).[28]
- 28 december – June Whitfield, 93, brittisk skådespelare (Helt hysteriskt).[29]